# 中加関係
中加関係（ちゅうかかんけい, 中国語: 中国—加拿大关系, 英語: Canada–China relations, フランス語: Relations entre le Canada et le Chine）では、主に中華人民共和国とカナダの二国間関係について記述する。

## 歴史
1906年には常設の上海事務所が開設され、1909年にはアレクサンダー・マクリーンが最初の商務官 (trade commissioner) に任命された。その後、太平洋戦争が始まると、カナダは同じく連合国の一員である中華民国と外交関係を結び、1942年11月に駐華公使を任命した。初代公使はヴィクター・オドラム少将であった。
1970年10月13日、カナダは中華人民共和国と正式な外交関係を結び、中華民国との外交関係は解消されることになった。
2005年、チャールズ・バートン（ブロック大学准教授）が報告書を作成し、カナダの中国政策に関するインタビューをメディアを通して行った。カナダ外務省の委任を受けたバートンの報告書では、カナダと中国の二国間の人権対話の評価という題名で、2006年4月、機密扱いでない一般の原稿として公表された。ウィキリークスによってアメリカの外交公電が流出されることにより、この「バートン報告書」は、中国の人権問題に対する西側の政策アプローチと中国の対応に多大な影響を与えた。
2018年12月1日、ファーウェイ副会長兼CFOの孟晩舟が、アメリカ当局により、アメリカのイランに対する制裁違反の疑いに対する犯行罪で逮捕された件で、ジャスティン・トルドー首相は、連邦政府による逮捕の意図を認識していたが、中国政府はカナダ当局による逮捕に抗議したと述べた。孟の逮捕は、両国の二国間関係に影響を与えた。

## 貿易関係
1961年、ジョン・ディーフェンベーカー首相の政府は、外交関係がなくても、カナダの農民の中国市場を開放するための法律を可決した。カナダと中国の間の貿易における主要品には、化学製品、金属、産業機械、農業機械、機械、木材製品、魚製品が含まれている。1998年から2007年の間に、中国からの輸入は約400％増加した。カナダのアジア太平洋財団が実施した調査によると、カナダは中国企業が投資の最も開かれた国の一つであると見なされるため、中国からの貿易と投資を受け入れる態勢が整っているという 。